# Jan Mayländer
Jan Mayländer (* 29. März 1992) ist ein ehemaliger deutscher Skispringer und heutiger -trainer.

## Werdegang
Mayländer, der für den SC Degenfeld startet, gab sein internationales Debüt am 3. März 2007 mit einem zweiten Platz bei einem FIS-Jugendspringen in Toblach. Am 12. Januar 2008 konnte er seinen ersten Sieg bei einem FIS-Cup in Lauscha feiern.
Nach weiteren Teilnahmen bei FIS-Rennen, im FIS-Cup und Alpencup, startete er am 27. Dezember 2011 auch im Continental Cup.
Bei den Deutschen Meisterschaften 2008 gewann er mit dem Team Baden-Württemberg II Bronze. Im Jahr 2012 konnte er erneut einen dritten Platz im Mannschaftsspringen erreichen.
Bei der Junioren-WM 2012 in Erzurum belegte er im Einzel den 22. Rang. Nach weiteren Starts im Continental Cup, wurde er im Sommer 2013 erstmals für den Grand-Prix nominiert.
Gemeinsam mit seinem Cousin Dominik, Martin Schmitt und Maximilian Mechler gewann er im Oktober 2013 bei den Deutschen Meisterschaften Silber im Teamspringen.
Nach seiner aktiven Zeit betreut er als Nachwuchstrainer junge Talente am Stützpunkt Degenfeld.

## Statistik

### Grand-Prix-Platzierungen
| Saison | Platz | Punkte |
| ------ | ----- | ------ |
| 2013   | 058.  | 032    |

### Continental-Cup-Platzierungen
| Saison  | Platz | Punkte |
| ------- | ----- | ------ |
| 2011/12 | 069.  | 103    |
| 2012/13 | 026.  | 406    |
| 2013/14 | 029.  | 276    |
| 2014/15 | 136.  | 020    |